# ドル本位制
ドル本位制（ドルほんいせい、英: Dollar standard）は、ドルを中心的な国際通貨とする体制を指す。主な例としてはブレトン・ウッズ体制が挙げられる。

## 概要
国際通貨（基軸通貨）は次のような機能を有していることが求められる。
1. 自由な交換性。
2. 価値の安定性。
3. 調達の容易さ。
4. その通貨の発行国の金融市場が国際金融市場としての機能を有していること。

ブレトン・ウッズ体制下の米ドルはこれらの条件を満たしており、世界的に国際通貨として用いられていた。故にブレトン・ウッズ体制はドル本位制の主たる例として挙げられる。